# 円谷エンタープライズ
株式会社円谷エンタープライズ（つぶらやエンタープライズ）は、かつて存在した円谷プロダクションの関連会社。

## 歴史
1968年5月10日、円谷皐が設立。円谷プロダクションが製作した作品の販売などの業務を行っていた。初代会長は円谷英二。
2007年10月17日、第三者割当増資を実施して、それを引き受けるTYOの傘下になった。
2008年1月7日、円谷エンタープライズ、円谷プロダクション、TYOの傘下であるビルドアップが合併して円谷プロダクションの存続会社になった。

## 作品
- ウルトラシリーズ
  - 詳しくは「ウルトラシリーズの作品一覧」を参照。
- 快獣ブースカ（1966年11月 - 1967年9月）
- マイティジャック（1968年4月 - 1968年6月）
  - 戦え! マイティジャック（1968年7月 - 1968年12月）
- 怪奇大作戦（1968年9月 - 1969年3月）
- チビラくん（1970年3月 - 1971年9月）
- ミラーマン（1971年12月 - 1972年11月）
- トリプルファイター（1972年7月 - 1972年12月）
- 緊急指令10-4・10-10（1972年7月 - 1972年12月）
- ファイヤーマン（1973年1月 - 1973年7月）
- 恐怖劇場アンバランス（1973年1月 - 1973年4月）
- ジャンボーグA（1973年1月 - 1973年12月）
- SFドラマ 猿の軍団（1974年10月 - 1975年3月）
- 円谷恐竜三部作
  - 恐竜探険隊ボーンフリー（1976年10月 - 1977年3月）
  - 恐竜大戦争アイゼンボーグ（1977年10月 - 1978年6月）
  - 恐竜戦隊コセイドン（1978年7月 - 1979年6月）
- プロレスの星アステカイザー（1976年10月 - 1977年3月）
- スターウルフ（1978年4月 - 1978年9月）
- ぼくら野球探偵団（1980年4月 - 1980年9月）
- アンドロメロス（1983年2月 - 1983年4月）
- 電光超人グリッドマン（1993年4月 - 1994年1月）